# 김태형 (1989년)
김태형(한국 한자: 金泰亨, 1989년 3월 17일 ~ )은 대한민국의 전 축구 선수이며, 포지션은 공격수였다.